# Рестажев-Цментарни
Рестажев-Цментарни (пол. Restarzew Cmentarny) — село в Польщі, у гміні Відава Ласького повіту Лодзинського воєводства.
Населення — 180 осіб (2011).
У 1975-1998 роках село належало до Серадзького воєводства.

## Демографія
Демографічна структура станом на 31 березня 2011 року:
|          | Загалом | Допрацездатний вік | Працездатний вік | Постпрацездатний вік |
| -------- | ------- | ------------------ | ---------------- | -------------------- |
| Чоловіки | 100     | 20                 | 70               | 10                   |
| Жінки    | 80      | 12                 | 42               | 26                   |
| Разом    | 180     | 32                 | 112              | 36                   |